# باشگاه فوتبال پرسپولیس قائم‌شهر
باشگاه فوتبال پرسپولیس قائم‌شهر یک باشگاه فوتبال ایرانی می‌باشد که در شهر قائمشهر واقع شده‌است. این باشگاه سابقه حضور در لیگ‌های فوتبال ایران را دارد و در حال حاضر در سوپر لیگ مازندران رقابت می‌کند. از ۲۵ سپتامبر ۲۰۱۲ و با اعلام محمد رویانیان، مدیرعامل وقت باشگاه پرسپولیس، پرسپولیس قائم‌شهر یکی از زیرمجموعه‌های باشگاه پرسپولیس است.

## تاریخچه
تیم فوتبال پرسپولیس قائم‌شهر در سال ۱۳۶۹ توسط محمدرضا رامشگر در شهر قائمشهر تأسیس شد. رامشگر برای تأسیس این تیم با امیر عابدینی، مدیرعامل سابق باشگاه پرسپولیس مشورت می‌کند و عابدینی می‌گوید که مشکلی نیست تیمی با نام پرسپولیس که آن زمان «پیروزی» عنوان می‌شد راه بیفتد و کمک‌های اولیه را می‌کند تا این تیم تشکیل شود.

## بازیکنان برجسته
- فرهاد کوچک‌زاده
- رضا سلیمی
- جعفر رامشگر
- یونس گرائیلی
- اصغر رامشگر
- فرزان آقاجانی
- اصغر نادعلی
- میلاد کامل
- محمدصادق طاهری
- مجتبی نوروزی
- ناصر رضایی
- عیسی پرتو
- هادی نوروزی
- مهرداد اولادی
- رضا نور محمدپور
- مهرداد کفشگری
- مهدی طاهری
- هادی ریاحی
- مهدی فولادی
- مجید هوتن
- سجاد آشوری
- حسن شوشتری
- صادق اسکندری
- فرشاد فرجی
- حسین شعبانی
- مهدی عبدی
- احسان قهاری
- معین قربانی
- مهدی صالحی
- حسن امدادی
- مهرشاد اسدی
- محمد گرجی